# Tacón

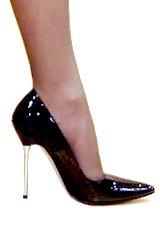
Zapato de tacón de aguja.

El tacón es un elemento rígido que forma parte del calzado, se encuentra unido a la parte posterior de la suela utilizando diversas técnicas de fabricación.
Su función principal es actuar como soporte al talón, aunque para muchas personas puede considerarse también su estética como la función más característica: un ejemplo de ello es brindar al portador mayor altura, reducir a simple vista las dimensiones del pie, alargar las piernas e incluso mostrar estatus social o económico.
El tacón varía en su forma y tamaño de acuerdo a los diversos tipos de calzado en el que es empleado, por lo que puede medir desde unos pocos milímetros hasta varios centímetros de altura o del área de contacto con la superficie.
Su clasificación va de acuerdo al uso y región del calzado; las propiedades del tacón se refieren a su diseño, a los materiales con los que está fabricado, a las diferentes técnicas de fabricación y a sus dimensiones.

## Usos comunes
Algunos autores hacen referencia a sus primeros usos en la cultura persa mencionando al tacón como un elemento primordial para la equitación ya que se aferraba con mayor estabilidad sobre el estribo permitiendo así disparar flechas con más precisión.
Actualmente su uso en el calzado es empleado en un sinfín de modelos para hombres y mujeres, generalmente relacionado al reflejo de la personalidad a través de la moda, aportando atributos estéticos a las personas que los utilizan.

## Orígenes e historia

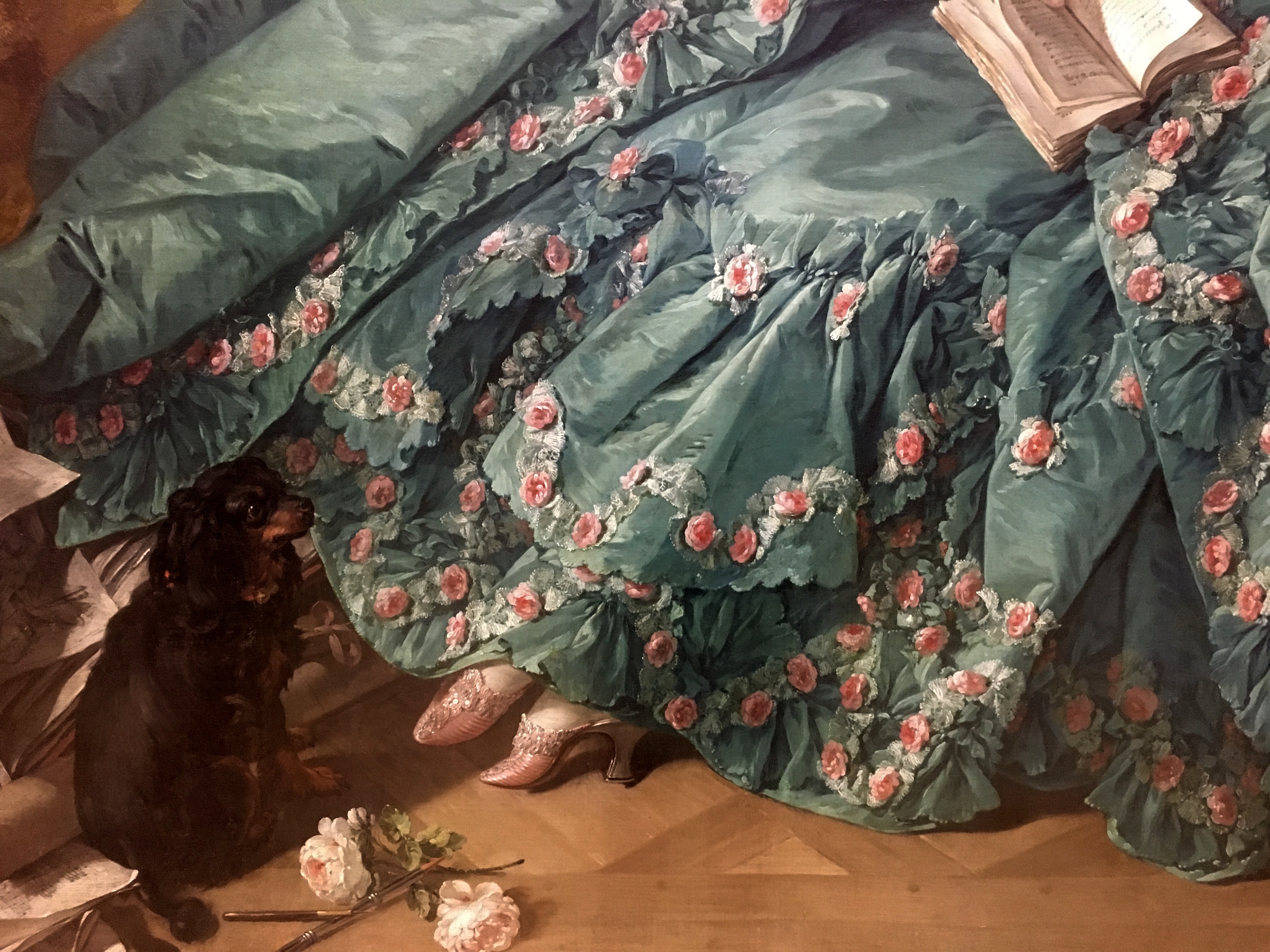
Zapatos de Madame de Pompadour

La historia de los tacones tiene varios aspectos interesantes, siendo el primero el que tiene que ver con Enrique II de Francia y Catalina de Medici. Cuando ambos se casaron ella llegó a la iglesia con un tacón bastante alto, popularizando así este tipo de calzado al relacionarlo directamente con la nobleza. En el año 1760, Madame de Pompadour, se puso unos zapatos de tacón y originó el modelo o estilo Pompadour.
Un aspecto ampliamente difundido por los historiadores, tiene que ver con la época del renacimiento cuando un zapatero le hizo al rey Luis XIV (el Rey Sol), un zapato de tacón alto, con el cual podía disimular su baja estatura el soberano. Esta moda se difundió rápidamente en las cortes europeas y fue evolucionando hasta que en el siglo XX, determinados tacones excedieron los 10 centímetros lo que obligaba a quienes los usaban a realizar verdaderos malabares para no perder el equilibrio. Actualmente un tacón “normal” llega a los 15 centímetros.
A manera de anécdota, los tacones altos originarios de Francia y muy populares desde su creación originaron leyes en su contra, como en la entonces colonia de Massachusetts donde se aprobó una controvertida ley para prohibir su uso.
Textualmente la ley señalaba Toda mujer, ya se trate de vírgenes solteras o viudas, que tras darse a conocer esta Ley seduzca o engañe con fines matrimoniales a cualquier súbdito masculino de Su Majestad mediante el uso de tacones altos quedaría sujeta a los mismos castigos que se aplicaban a las brujas.
Hoy en día quienes usan tacones altos con casi exclusivamente mujeres, salvo en el caso de las botas para caballero (que también tiene su contraparte femenina).

## El tacón como fetiche

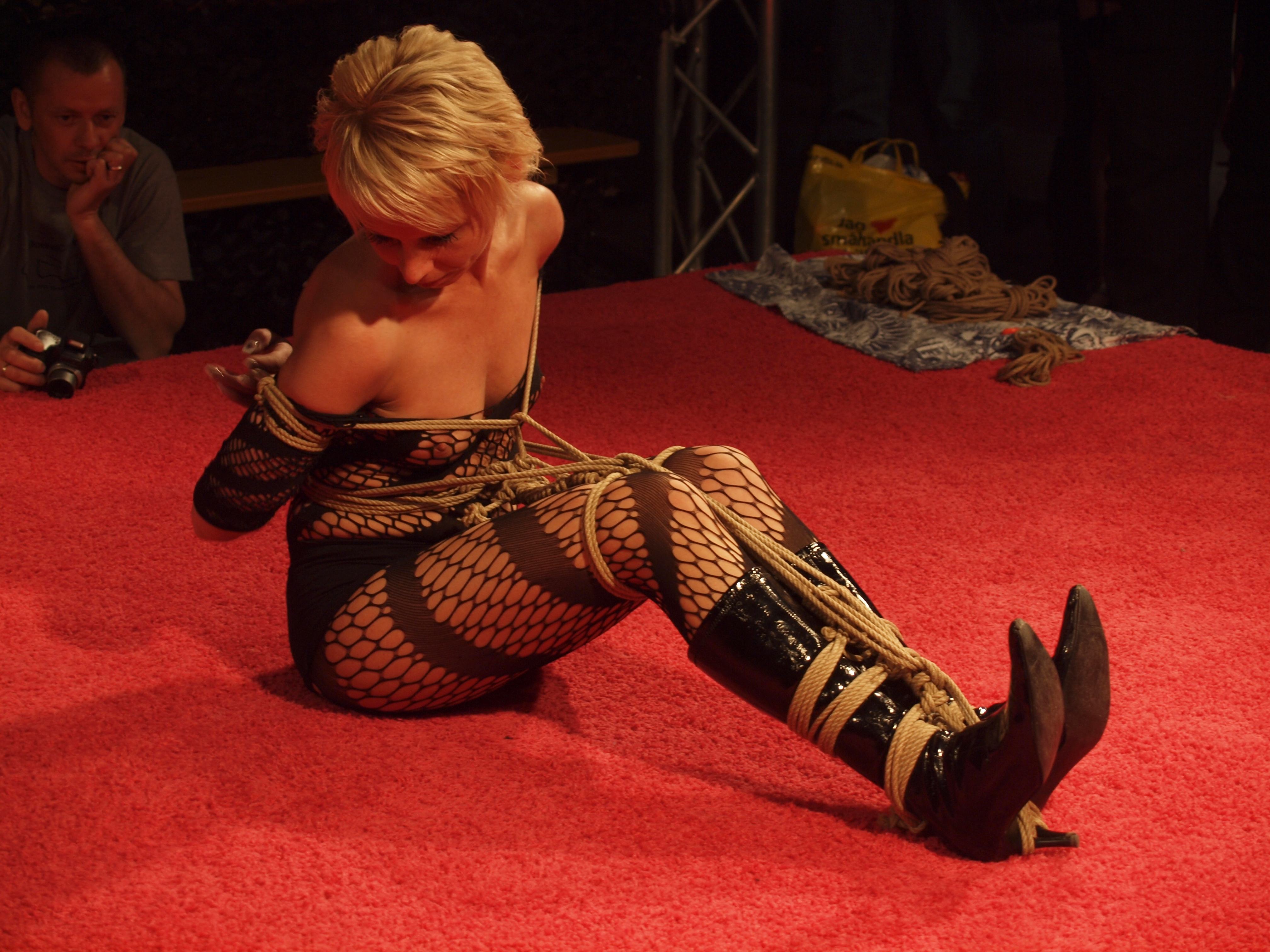
Uso de tacones en prácticas BDSM

El tacón alto es reconocido como uno de los más comunes fetiches en los hombres razón por la cual se utiliza con frecuencia en actividades de prostitución y en los espectáculos diseñados para el público masculino. Además de ser utilizado por estas actividades se usan para concursos de bellezas, modelos reconocidos a nivel mundial.
En el BDSM el tacón es considerado como un símbolo de sumisión dadas sus características restrictivas sobre el cuerpo, ya que este limita la movilidad, afecta el equilibrio, disminuye la velocidad de desplazamiento y aumenta el cansancio corporal al caminar largos trayectos.
De igual forma los tacones son ampliamente utilizados por travestis y transexuales, puesto que son considerados por estas comunidades como un símbolo de feminidad, incluso Pedro Almodóvar bautizó una de sus películas sobre travestis, Tacones Lejanos.

## Estilos y formas
El zapato de tacón es un elemento común del vestir de todas las clases sociales en muchos países y culturas del mundo, utilizándose por igual en el vestuario cotidiano como en el de gala; existen gran variedad de estilos, tamaños, diseños, colores y precios.
El tacón de aguja es aquel que posee la cualidad de ser muy fino y con una longitud considerable, reservado principalmente para eventos y reuniones sociales.

Algunas mujeres pagan altas sumas de dinero por diseños de marca que llevan este tipo de tacón. En eventos de interés mundial como los premios Óscar o los premios mtv entre otros, es común observar a las celebridades luciendo este tipo de calzado.

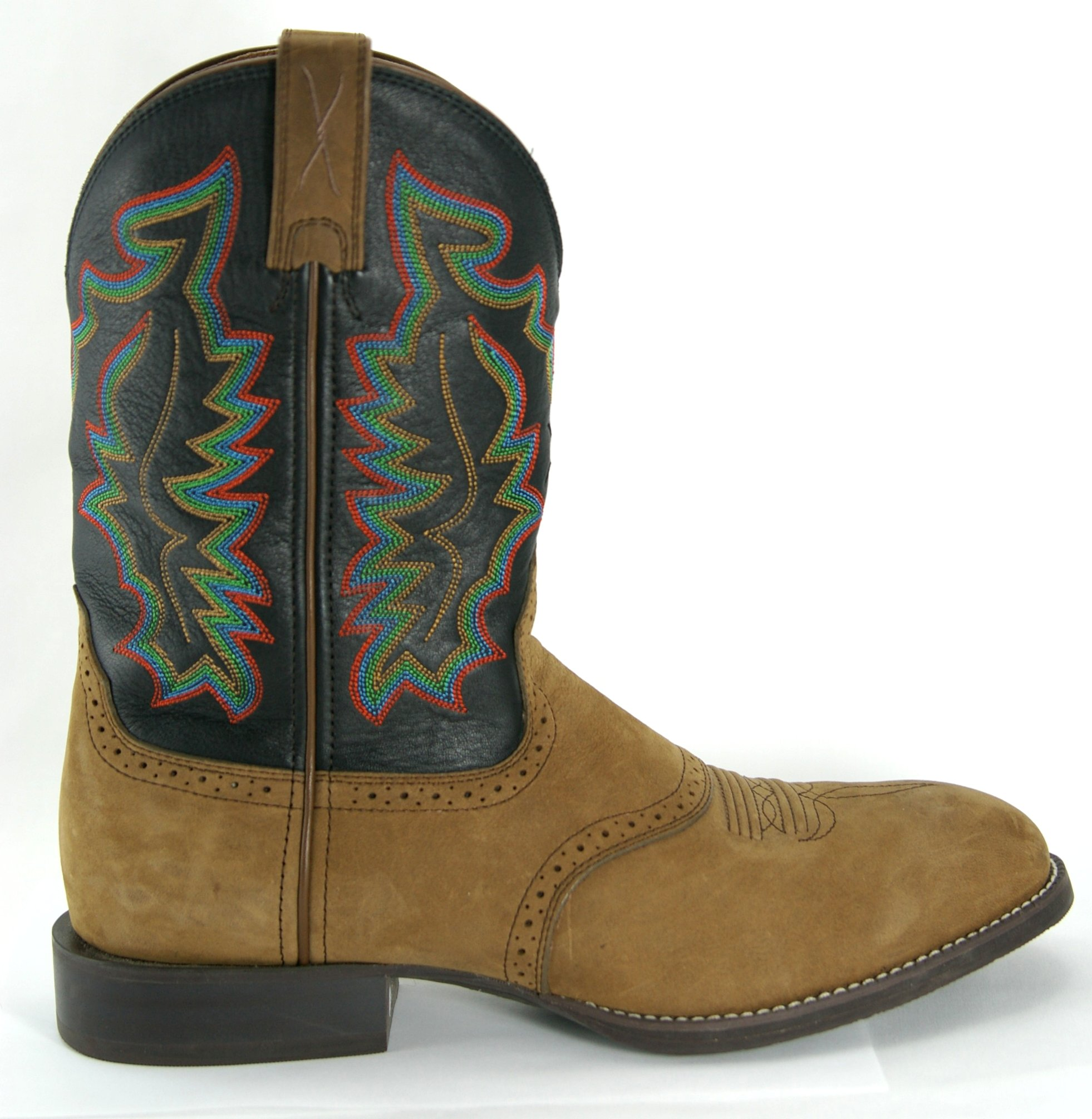
Bota vaquera.

La bota con tacón es una prenda elaborada en cuero o imitaciones del mismo, se usa frecuentemente en actividades hípicas y de ganadería. Otro tipo de bota es la bota vaquera que posee como principal característica el tacón grueso, algunas veces fabricado en madera, o en imitaciones sintéticas de la misma y se caracteriza por llevar una inclinación interna. Uno de los componentes más característicos es la punta puntiaguda, o semi puntiaguda, la cual puede o no llevar casquillo.

Los zapatos de tacón grueso se han posicionado en la última década como un elemento del vestuario femenino cotidiano, principalmente porque garantiza una mayor estabilidad que el tacón de aguja, sin perder las demás propiedades de este tipo de zapato. Existen gran variedad de formas y estilos en este tipo de tacón.
El tacón bajo también es utilizado frecuentemente por las mujeres; muchas niñas y adolescentes comienzan utilizando primero este tipo de tacón a fin de ganar experiencia en su uso.

### Beneficios
Ninguno.

### Problemas médicos y estéticos asociados al uso de Tacones
En algunos casos se han presentado deformaciones en la columna vertebral asociadas al uso de los mismos; asimismo no se recomienda su uso para personas que padecen problemas renales o de ovarios ya que esto puede ser realmente perjudicial no sólo para la salud física, sino que también para su salud interna.
En la actualidad ha sido tan difundido el utilizar tacones que ha habido casos en que su uso prolongado de puede producir dolor de espalda e incluso las mujeres acostumbradas a usarlos no se readaptan fácilmente al calzado plano, debido a que el pie se ha amoldado al uso del tacón y a su inclinación.
Se han encontrado casos en los que las modelos han tenido que amputarse el dedo meñique de sus pies para utilizarlos y poder así seguir tendencias; también los tacones se pueden volver una obsesión para muchas mujeres y eso a su vez puede producir una adicción a las compras compulsivas.
Existen todo tipo de tacones; podemos encontrar unos que sólo miden unos cuántos milímetros de altura y otros que pueden llegar a medir varios centímetros, de igual manera que los hay de diferentes grosores y diseños.
Los estándares determinan que las mujeres sufren de 4 veces más problemas en los pies que los hombres, a causa de los tacones. Problemas tales como el Hallux valgus, sesamoiditis o el dedo en martillo son provocados o agravados por el uso de tacones.

## El tacón como símbolo
Pocas personas saben lo que representa el tacón, pero para estudiosos de diferentes materias como: la criminología, psicología e inclusive Ciencias del Comportamiento tiene un significado en particular. Si este es más alto o más pequeño tiene su significado, así como también el color significa y complementa el significado.
Cuando el tacón es más alto de lo normal (5 cm), así como delgado se suele suponer que la mujer que lo lleva muestra seguridad en sí misma y una visión propia exaltada. De la misma manera para el hombre, el tacón le puede dar a entender una actitud autoritaria que resulte atractiva.
Por otro lado el color del tacón toma un rol predominante en la elección de este por parte de las mujeres. El rojo sería el color más representativo de la seducción así como los colores claros de la inocencia o los más oscuros de la elegancia.